# Emily Tennant
Emily Tennant (Vancouver, 9 agosto 1990) è un attrice canadese.

## Biografia
Nel 2000 ha fatto il suo esordio attoriale nel film TV Personally Yours. Da lì in poi ha recitato in diverse serie TV, ottenendo pure dei ruoli principali nelle serie Professor Young e Cedar Cove.

## Filmografia parziale

### Cinema
- Il mio ragazzo è un bastardo (John Tucker Must Die), regia di Betty Thomas (2006)
- Jennifer's Body, regia di Karyn Kusama (2009)
- Filcka 2 - Amiche per sempre (Flicka 2), regia di Michael Damian (2010)
- Frankie & Alice, regia di Geoffrey Sax (2010)
- USS Indianapolis, regia di Mario Van Peebles (2016)
- Sniper - La fine dell’assassino (Sniper: Assassin's End), regia di Kaare Andrews (2020)

### Televisione
- Personally Yours, regia di Jeffrey Reiner (2000) - film TV
- Dark Angel - serie TV, episodio 1x01 (2000)
- Kingdom Hospital - serie TV, 6 episodi (2004)
- Sanctuary - serie TV, episodio 1x05 (2007)
- Supernatural - serie TV, episodi 5x05, 10x04 (2009, 2014)
- Professor Young (Mr. Young) - serie TV, 80 episodi (2011-2013)
- Foster - Un regalo inaspettato (Foster), regia di Jonathan Newman (2011) - film TV
- Cedar Cove - serie TV, 10 episodi (2014-2015)
- Falling Skies - serie TV, episodio 4x09 (2014)
- Messaggio per uccidere (Truth & Lies), regia di George Ercshbamer (2015) - film TV
- Legends of Tomorrow - serie TV, 2 episodi (2016-2017)
- La marcia nuziale (The Wedding March), regia di Neill Fearnley (2016) – film TV
- Motive - serie TV, episodi 4x12-4x13 (2016)
- Dirk Gently - Agenzia di investigazione olistica (Dirk Gently) - serie TV, 5 episodi (2017)
- When We Rise - serie TV, episodio 1x04 (2017)
- I circuiti dell'amore (The Mechanics of Love), regia di David Weaver - film TV (2017)
- Una figlia in vendita (Daughter for Sale), regia di Farhad Mann - film TV (2017)
- La marcia nuziale 2 - Il resort dell'amore (The Wedding March 2: Resorting to Love), regia di David Weaver - film TV (2017)
- Garage Sale Mystery: Messaggio di morte, regia di Neill Fearnley - film TV (2017)
- Sposami a Natale (Merry Me at Christmas), regia di Terry Ingram (2017)
- C'era una volta (Once Upon a Time) - serie TV, episodio 7x19 (2018)
- Take Two - serie TV, episodio 1x01 (2018)
- La marcia nuziale 4 - Paragoni col passato (The Wedding March 4: Something Old, Something New), regia di Peter DeLuise - film TV (2018)
- Streghe (Charmed) - serie TV, episodio 1x14 (2019)
- Supergirl - serie TV, episodio 4x19 (2019)
- Riverdale - serie TV, episodio 4x10 (2020)
- Lo scatto perfetto (A Picture Perfect Wedding), regia di Jason James (2021)
- Un Natale di cuore (A Kindhearted Christmas), regia di Alysse Leite-Rogers (2021)
- Influencer - L'isola delle illusioni (Influencer), regia di Kurtis David Harder (2022)
- Un amore per sempre (Planning on Forever), regia di Danny J. Boyle (2022)
- Segreti di una tata (The Watchful Eye) - serie TV, 5 episodi (2023)
- Alert: Missing Persons Unit - serie TV, episodio 2x06 (2024)

### Doppiaggio
- Polly Pocket - La serie (Polly Pocket: The Series) - serie animata, 120 episodi (2018-2024) - voce di Polly Pocket
- Marvel Super Hero Adventures - serie animata, 2 episodi (2018-2019) - voce di Ghost Spider
- Johnny Test - serie animata, 37 episodi (2021-2022) - voce di Mary Test
- The Chant - videogioco, voce di Hannah (2022)
- LEGO Ninjago; La rivolta dei draghi (LEGO Ninjago: Dragon Rising) - serie animata, 10 episodi (2024-2025) - voce di Rox

## Doppiatrici italiane
Nelle versioni in italiano delle opere in cui ha recitato, Emily Tennant è stata doppiata da:
- Francesca Manicone in Supernatural (ep. 10x04), USS Indianapolis
- Valentina Favazza ne La marcia nuziale 2 - Il resort dell'amore, La marcia nuziale 4 - Paragoni col passato
- Loretta Di Pisa in Flicka 2 - Amiche per sempre
- Monica Vulcano in Professor Young
- Emanuela Damasio in Cedar Cove
- Cecilia Zincone in Falling Skies
- Roisin Nicosia in Legends of Tomorrow
- Irene Trotta in Dirk Gently: Agenzia di investigazione olistica
- Camilla Gallo in Garage Sale Mystery: Messaggio di morte
- Annalisa Usai in Sposami a Natale
- Irene Trotta in Dirk Gently: Agenzia di investigazione olistica
- Luisa D'Aprile in C'era una volta
- Martina Lucini in Un'azienda per gioco
- Eva Padoan in Take Two
- Ughetta D'Onorascenzo in Supergirl
- Giulia Tarquini in Riverdale
- Gea Riva in Sniper - La fine dell'assassino
- Giovanna Nicodemo ne Lo scatto perfetto
- Ilaria Silvestri in Influencer - L'isola delle illusioni
- Jessica Bologna in Un amore per sempre
- Olivia Costantini in Alert: Missing Persons Unit

Da doppiatrice è stata sostituita da:
- Tullia Piredda in Agatha Christie - Assassinio sull'Orient Express
- Emilia Costa in Monster High: Benvenuti alla Monster High (Cleo De Nile)
- Marzia Dal Fabbro in Monster High: Benvenuti alla Monster High (Clawdeen Wolf)
- Francesca Tardio in Marvel Super Hero Adventures
- Elisa Giorgio in Johnny Test
- Arianna Craviotto in The Chant